# Malaxis tonduzii
Malaxis tonduzii är en orkidéart som först beskrevs av Rudolf Schlechter, och fick sitt nu gällande namn av Oakes Ames. Malaxis tonduzii ingår i släktet knottblomstersläktet, och familjen orkidéer.
Artens utbredningsområde är Costa Rica. Inga underarter finns listade i Catalogue of Life.